# Happy-Go-Lucky, czyli co nas uszczęśliwia
Happy-Go-Lucky, czyli co nas uszczęśliwia (ang. Happy-Go-Lucky) – brytyjska komedia obyczajowa z 2008 roku w reżyserii i według scenariusza Mike’a Leigha.
Film wielokrotnie nagradzany, pokazywany na wielu festiwalach filmowych m.in. w Berlinie, Nowym Jorku czy Dżakarcie. Sally Hawkins za swoją rolę otrzymała nagrodę Srebrnego Niedźwiedzia dla najlepszej aktorki na 58. MFF w Berlinie, Satelitę dla najlepszej aktorki komediowej oraz nominację do takich prestiżowych nagród jak: Złoty Glob, Europejska Nagroda Filmowa czy nagrody BIFA.

## Fabuła
Poppy (Sally Hawkins) jest atrakcyjną nauczycielką z dużym poczuciem humoru. Mieszka we współczesnym Londynie wraz z koleżanką z pracy. Obydwie kobiety poszukują partnerów, z którymi spędziłyby resztę życia. Poppy doskonale wie, iż życie należy traktować poważnie, lecz w kontaktach ze swoją dziwną rodziną, jak i z instruktorem prawa jazdy, czasami wydaje się zagubiona. Jednak niespodziewanie na jej drodze stanie ktoś, kto obudzi w niej nadzieję na zupełnie nowe życie.

## Obsada
- Sally Hawkins jako Poppy
- Eddie Marsan jako Scott
- Alexis Zegerman jako Zoe
- Andrea Riseborough jako Dawn
- Samuel Roukin jako Tim
- Sinead Matthews jako Alice
- Sylvestra Le Touzel jako Heather

i inni